# Halichoeres lapillus
Halichoeres lapillus är en fiskart som beskrevs av Smith, 1947. Halichoeres lapillus ingår i släktet Halichoeres och familjen läppfiskar. IUCN kategoriserar arten globalt som livskraftig. Inga underarter finns listade i Catalogue of Life.